# Agrosoma proxima
Agrosoma proxima är en insektsart som beskrevs av Victor Antoine Signoret 1853. Agrosoma proxima ingår i släktet Agrosoma och familjen dvärgstritar. Inga underarter finns listade i Catalogue of Life.